# 中國昆蟲生態大圖鑑
《中國昆蟲生態大圖鑑》是由重慶大學出版社於2011年出版的一本中國昆蟲圖鑑。該圖鑑收錄了二千二百多種昆蟲，是中國大陸目前最全面的昆蟲物種生態圖鑑。

## 編寫及出版
該書是由張巍巍和李元勝共同策劃，一百餘名中國昆蟲分類學家、生態攝影師參與，歷經五年時間編寫成的，並由重慶市出版專項資金資助，重慶大學出版社於2011年4月出版。

## 內容
該書用照片配合文字的形式介紹了六足總綱三綱二十九目二千二百多種蟲，其中包括不少國內尚無正式記錄的昆蟲類群（如：樹創蠅科、幻褶蚊屬、雲南仿圓足竹節蟲），雄性或雌性還沒有正式記錄的昆蟲，以及多種極罕見的昆蟲（如蘭花螳螂）。

## 來源
1. 1 2  張巍巍、李元勝. . 重慶: 重慶大學出版社. 2011-4: 序. ISBN 978-7-5624-5922-4 （中文（简体））.
2. ↑  張巍巍、李元勝. . 重慶: 重慶大學出版社. 2011-4: 封一. ISBN 978-7-5624-5922-4 （中文（简体））.